# Umfahrstraße
Eine Umfahrstraße oder Umfahrzugstraße stellt im Zugverkehr einen von der Regelfahrstraße abweichenden Fahrweg mit demselben Start- und Zielpunkt dar.
Umfahrstraßen kommen zur Anwendung, wenn die im Stellwerk projektierte Regelfahrstraße nicht genutzt werden kann. Dies ist der Fall, wenn Weichen, Flankenschutzelemente oder Durchrutschwege durch eine andere Fahrstraße festgelegt sind und die gleichen Fahrwegelemente stellenweise beanspruchen. Mithilfe dieser Technik können Fahrstraßenausschlüsse verhindert werden und die Leistungsfähigkeit eines Bahnknotens gesteigert werden.
Nicht bei allen Stellwerksbauformen besteht die Möglichkeit der Einrichtung einer Umfahrstraße. Bei Stellwerksbauformen, die nach dem tabellarischen Verschlussplanprinzip arbeiten, wie z. B. mechanische und elektromechanische Stellwerke, ist für jede Fahrstraße ein zusätzlicher Hebel o. ä. einschließlich Verschluss erforderlich, weshalb meist aus wirtschaftlichen Gründen keine Umfahrstraßen projektiert wurden. Dagegen können bei Stellwerken nach dem Spurplanprinzip, wie einige Bauformen von Relaisstellwerken, die ohnehin vorhandenen Verbindungen genutzt werden. Bei der Bauform Sp Dr 60 werden Umfahrstraßen mittels vorab eingestellter Rangierfahrstraßen eingestellt. Alternativ besteht bei Sp Dr S 60-Stellwerken die Möglichkeit, den Fahrweg über die korrekte Lage der im Fahrweg befindlichen Weichen einzustellen. Mit der Umfahrgruppentaste kann dann der Start- und Zielpunkt der einzustellenden Fahrstraße angewählt werden. Die Fahrstraße läuft gemäß der Weichenstellung ein, der Flankenschutz wird durch das Relaisstellwerk sichergestellt. Ebenso können bei Sp Dr 60-Stellwerken Umfahrrangierstraßen eingestellt werden. Dazu müssen zunächst die im Fahrweg befindlichen Weichen einzeln richtig eingestellt werden und dann die Umfahrgruppentaste sowie die Start- und Zieltasten bedient werden. 
Bei elektronischen Stellwerken können nur fest projektierte Umfahrstraßen durch den Fahrdienstleiter eingestellt werden.